# Саврушка (приток Большого Кинеля)
Савру́шка (устар. Савруха) — река в России, правый приток Большого Кинеля, протекает по территории Похвистневского и Исаклинского районов Самарской области. Длина — 35 километров, площадь водосборного бассейна — 281 км².

## Этимология
Название происходит от чувашских слов савра (круглый), савран (крутиться).

## Описание
Саврушка начинается на Кинельских ярах Бугульминско-Белебеевской возвышенности в 2 км западнее села Сосновка, на высоте примерно 234 м над уровнем моря. Течёт преимущественно на юг, в среднем течении до села Северный Ключ — на юго-запад. Южнее села Савруха впадает в Большой Кинель на высоте 48 м над уровнем моря.
Основные притоки:
- в урочище Подбельщина на 26 км от устья принимает слева реку Сосновка длиной 15 км[8][9];
- около северной окраины села Савруха в 7 км от устья сливается справа с рекой Лагерная длиной 17 км[10][11].

## Данные водного реестра
По данным государственного водного реестра России, река относится к Нижневолжскому бассейновому округу. Водохозяйственный участок реки — Большой Кинель от истока и до устья, без реки Кутулук от истока до Кутулукского гидроузла. Речной бассейн Саврушки — Волга от верхнего Куйбышевского водохранилища до впадения в Каспий.
Код объекта в государственном водном реестре — 11010000812112100008227.